# Convair Model 116
Dimensions
Le Convair Model 116, connu sous le nom de "ConvAirCar", était un prototype de voiture volante développé aux États-Unis pour un usage grand public. Cette voiture intégrait deux moteurs distincts : un pour la route et un pour les airs, avec un module d’ailes amovible permettant de transformer le véhicule pour le vol. Bien que prometteuse en offrant une alternative au trafic, sa commercialisation fut freinée par un manque de puissance, ce qui poussa son constructeur, Convair, à concevoir un modèle amélioré, le Convair Model 118, aux performances améliorées.

## Histoire
Dans les années 1940, l'ingénieur Theodore Hall a exploré le concept de voiture volante pour répondre aux besoins de transport des troupes de l'armé américaine. Pendant la Seconde Guerre mondiale, Theodore Hall, alors employé de Consolidated Vultee Aircraft (plus tard connue sous le nom de Convair), conçut un prototype de voiture volante destiné aux opérations de commando militaire. Cependant, ce concept n'a pas suscité l'intérêt des forces armées pour une application opérationnelle. Après la guerre, Convair, basée à San Diego, a diversifié ses activités en se tournant vers l'aviation civile. L’entreprise s’est investie dans le développement d’avions de transport collectif pour le secteur commercial et a exploré des solutions de déplacements individuels, dans l’espoir de rendre les voyages aériens plus accessibles au grand public. Convair envisageait de concevoir une voiture volante munie d'une cellule d'avion, destinée à un usage quotidien. Ce véhicule visait à permettre au public d’échapper aux embouteillages en le louant dans des aéroports régionaux ou internationaux. En 1946, avec l’aide de l’ingénieur Tommy Thompson, Hall développa le Convair Model 116. Ce prototype avait pour ambition de rendre l’aviation personnelle accessible au grand public, en proposant un moyen de transport plus rapide et adapté aux déplacements quotidiens. Un unique exemplaire du modèle 116 a été construit comme prototype, effectuant son premier vol le 12 juillet 1946 sous les commandes du pilote Russell Rogers. Ce modèle totalisa 66 vols d’essai au cours de son développement, sans incident majeur. Malgré des essais prometteurs, la commercialisation du ConvAirCar s’est heurtée à des limites en raison de sa puissance insuffisante et d’un design peu adapté aux besoins du marché. Bien qu’une amélioration de la cellule existante ait été envisagée, les concepteurs souhaitaient aller au-delà d’une simple adaptation. Ils visaient un véhicule plus sophistiqué, intégrant une capacité accrue et répondant mieux aux standards de carrosserie de l’époque. Les enseignements tirés de cette première version ont ainsi permis de développer le Model 118, un prototype plus performant et plus abouti.

## Conception
Le Model 116, combinait deux systèmes de moteurs distincts, pour la route et pour les airs. Le véhicule était constitué d'une simple carrosserie offrant deux places avec un confort rudimentaire. Sur la route, un moteur Crosley de 26 chevaux, permettant à la ConvAirCar d’atteindre environ 181 km/h, une vitesse bien supérieure à celle de la plupart des véhicules routiers de la fin des années 1940. Pour le vol, il suffisait de fixer un module avion amovible sur le toit du véhicule, comprenant des ailes et une queue de type monoplan, transformant ainsi la voiture pour une configuration aérienne. Un moteur boxer Franklin 4A4 refroidi par air, avec 90 chevaux, assurait la propulsion aérienne via une hélice à deux pales tractrices en bois.